# لیندا استیرلینگ
لیندا استیرلینگ (انگلیسی: Linda Stirling؛ ۱۱ اکتبر ۱۹۲۱ – ۲۰ ژوئیهٔ ۱۹۹۷) یک هنرپیشه، و مدل اهل ایالات متحده آمریکا بود.